# 博迪
博迪（1504年—1547年），又译不地、卜赤、钵帝、保只、孛只，尊号阿剌克汗，蒙古大汗，察哈尔部首任统治者。

## 生平
博迪是达延汗之孙，是达延汗指定的继承人。但在1517年达延汗死后，达延汗的第三子巴尔斯博罗特济农以博迪年幼为由自称大汗，达延汗的其他儿子不服。1519年，在达延汗的第四子阿尔苏博罗特的支持下，博迪登基，巴尔斯博罗特退位。博迪为了安抚巴尔斯博罗特，封他三个儿子为小汗。
博迪领左翼三万户：察哈尔、喀尔喀、兀良哈，博迪直接统治的区域就是在驻牧的察哈尔八大营；由於漠南蒙古右翼的袞必里克和俺答（巴尔斯博罗特的兩子）强盛，使他不能驾驭，所以他事实上只是蒙古左翼一带的首领。
嘉靖初年，暗中帮助明朝大同守军哗变。1538年，联合袞必里克、俺答击败叛乱的兀良哈部。後曾企图吞并右翼三万户，但被其母亲阻止。后来他和俺答向明朝要求通贡互市，明朝未允，不断拥兵攻入明朝边境。1547年，博迪死后，长子達赉遜继位。

## 身世
关于博迪（不地）的身世，不同时期的史书记载矛盾较大。蒙古文《黄史》、《蒙古源流》说他是达延汗长子图鲁孛罗之子，并说达延汗次子兀鲁思孛罗年幼时被亦不剌杀死，故无嗣。明末成书的《北虏世代》、《北虏世系》等汉籍直接从当时的蒙古文材料翻译而来，也说达延汗长子铁力摆户（即图鲁孛罗）生二子，长不地、次乜明；子五路士台吉（即兀鲁思孛罗）不嗣，但唯独对不地身世的记载和《俺答汗传》不同。清代文献如《王公表传》、《藩部要略》也说不地等察罕儿首领为成吉思汗十六世孙图鲁孛罗特之子。由此，学界一般认为不地以后的蒙古大汗是图鲁孛罗的子孙。
但是罗氏《蒙古黄金史》及佚名《黄金史纲》却说不地是达延汗次子兀鲁思孛罗之子，书中记载达延汗长子图鲁博罗无嗣，《俺答汗传》也说图鲁博罗无嗣，兀鲁思摆户的子孙为左翼蒙古之首领。很显然《俺答汗传》所说左翼之兀鲁思孛罗子孙，指的就是不地等人。两《黄金史纲》和《俺答汗传》的说法与明代较早的边政著作，成书于明中期（16世纪中叶）郑晓《皇明北虏考》、张雨《边政考》等书的说法一致。两书记载小王子（达延汗）有三子，长阿尔伦、次阿着、三满官嗔，并说阿尔伦被亦不刺杀死，遗二子不地、乜明。经考查，《皇明北虏考》等书所说达延汗长子、次子、三子分别指蒙古史书中的达延汗次子兀鲁思孛罗，三子巴儿速孛罗，四子阿儿速孛罗（因掌管蒙古贞部落被称为「满官嗔」），而也明（「乜」为误字）即博迪的兄弟纳密克。《皇明北虏考》等书中有关蒙古的信息源自嘉靖初期兵部的情报，当时东蒙古正在不地统治下。郑晓、张雨等又是当时人记当时事。因此，对不地身世的记载，可信度远比明晚期汉籍高。更为重要的是郑晓等人的记载与蒙文史书中成书较早的《俺答汗传》和《黄金史纲》的记载一致。蒙古历史学者宝音德力根据此认为不地是兀鲁思孛罗之子。宝音德力根认为《黄史》、《蒙古源流》所谓兀鲁思孛罗因年幼时被杀、故无嗣之说并不可信。据《俺答汗传》，兀鲁思孛罗之弟巴尔速孛罗生于1490年。由此可知其兄兀鲁思孛罗1508年被杀时已有二十岁。年幼被杀的说法是《黄史》作者的臆想。
王鸣鹤《登壇必究》有名为《住三间义（叉）汗家达子宗派》的蒙古世系谱。“三间”指三间房，汉译察罕根儿（蒙古名Čaγan gereti），指元上都附近的东凉亭。那里是打来孙时代的汗帐住地之一。所谓《三间房察罕儿达子家宗派》实指蒙古大汗的家谱，该家谱称“初代哈喇哈处那言生，二代哈利巴那见生，三代卜儿户吉囊生，四代答言罕生，五代哈不害罕生，六代卜着罕生，七代来宋汗生三子…”。其中“四代答言罕”就是达延汗；“六代卜着罕”即博迪汗；达延汗之子、不地之父“哈不害罕”应指达延汗次子兀鲁思孛罗，因为兀鲁思孛罗在蒙文史书中被称为“兀鲁思摆户阿巴海”（Ulus Bayiqd Abaqai），或简称“阿巴海”（Abaqi），“哈不害”即“阿巴海”。
宝音德力根指出，察罕儿大汗的家谱也认为其祖先是达延汗次子兀鲁思孛罗。《黄史》、《蒙古源流》等成书于右翼鄂尔多斯部的蒙古文史书对左翼诸部祖先的记忆较为模糊，故不能据此否定《黄金史纲》等书的记载。达延汗共有十一子，但长大成人的只有九人。蒙古史书对达延汗每一个儿子都作记载，在排次序时也把夭折的两位，即图鲁孛罗和克列兔分别列为长子和第八子。而明朝《皇明北虏考》等书将达延汗次子兀鲁思孛罗列为长子，这是因为不把夭折的图鲁孛罗计算在内。

## 子嗣
- 達赉遜
- 可可出大台吉，部落为苏尼特部，曾孙腾机思被清朝封为苏尼特扎萨克郡王（左翼），另一曾孙叟塞被清朝封为苏尼特扎萨克杜棱郡王（右翼），第十一代孙就是德穆楚克栋鲁普
- 翁衮都喇尔，部落为乌珠穆沁部，幼子多尔济被清朝封为扎萨克车臣亲王（右翼）
- 公兔
- 那眉兔